# Peter Thygesen Holm
Peter Thygesen Holm (født 7. oktober 1848 i Idestrup på Falster, død 26. september 1898 på Vestre Fængsels hospital) var en dansk socialdemokratisk politiker.
Han var søn af husmand, væver Thyge Petersen (født 1818, gift 2. gang med Karen Larsdatter, født 1824) og Ane Dorthe Jensdatter (1811–60), blev 1867 skræddersvend i Nykøbing Falster og rejste samme år til København. Her arbejdede han som svend, indtil han 1874 blev bestyrer for Skræddernes Produktionsforening. Da denne ophævedes 1879, begyndte han en selvstændig forretning, men havde mange vanskeligheder at kæmpe imod på grund af sine politiske meninger. Efterhånden arbejdede han sig op til velstand og vandt 1888 på Industriudstillingen medalje for sit arbejde.
Allerede tidlig sluttede Holm sig til den socialistiske bevægelse og hørte fra 1876 til dens ledere og var jævnlig dens ordfører på offentlige møder. 1881 søgte Holm to gange forgæves valg til Folketinget i Københavns 5. kreds, men valgtes her 1884 og blev siden genvalgt 1887, dog kun med 30 stemmers overtal men 1892 med 1.300 stemmers overtal). Han var blandt de første socialdemokrater, som blev valgt til Folketinget. I 1897 blev han endvidere valgt til Københavns Borgerrepræsentation, om end han året efter udtrådte af både Københavns Borgerrepræsentation og Folketinget, da han blev sigtet for at have misbrugt sin viden om tilstundende kommunale grundopkøb for egen vindings skyld. Han døde i Vestre Fængsels hospital, inden dommen blev afsagt.
Han blev gift 1. maj 1890 i Sankt Johannes Kirke med Thora Mine Nielsine Nielsen (født 4. januar 1867 i Odense, død 5. februar 1935 i København, gift 2. gang 1902 med folketingsmand Christian Rasmussen, 1858–1916, gift 3. gang 1918 med typograf, senere faktor Jens Christian Nielsen, 1867–1948), datter af smed Rasmus Christian Nielsen og Madsine Madsen.